# Condé Nast Traveler
Condé Nast Traveler es una revista internacional especializada en turismo de lujo y estilo de vida publicada por la compañía Condé Nast. La revista ha ganado 25 National Magazine Awards, por lo que es considerada una de las más prestigiosas en su género. Cada año, su audiencia escoge los mejores destinos turísticos del mundo a través de su Readers' Choice Award en las categorías de grandes ciudades y pequeñas ciudades según sus experiencias en esos lugares.

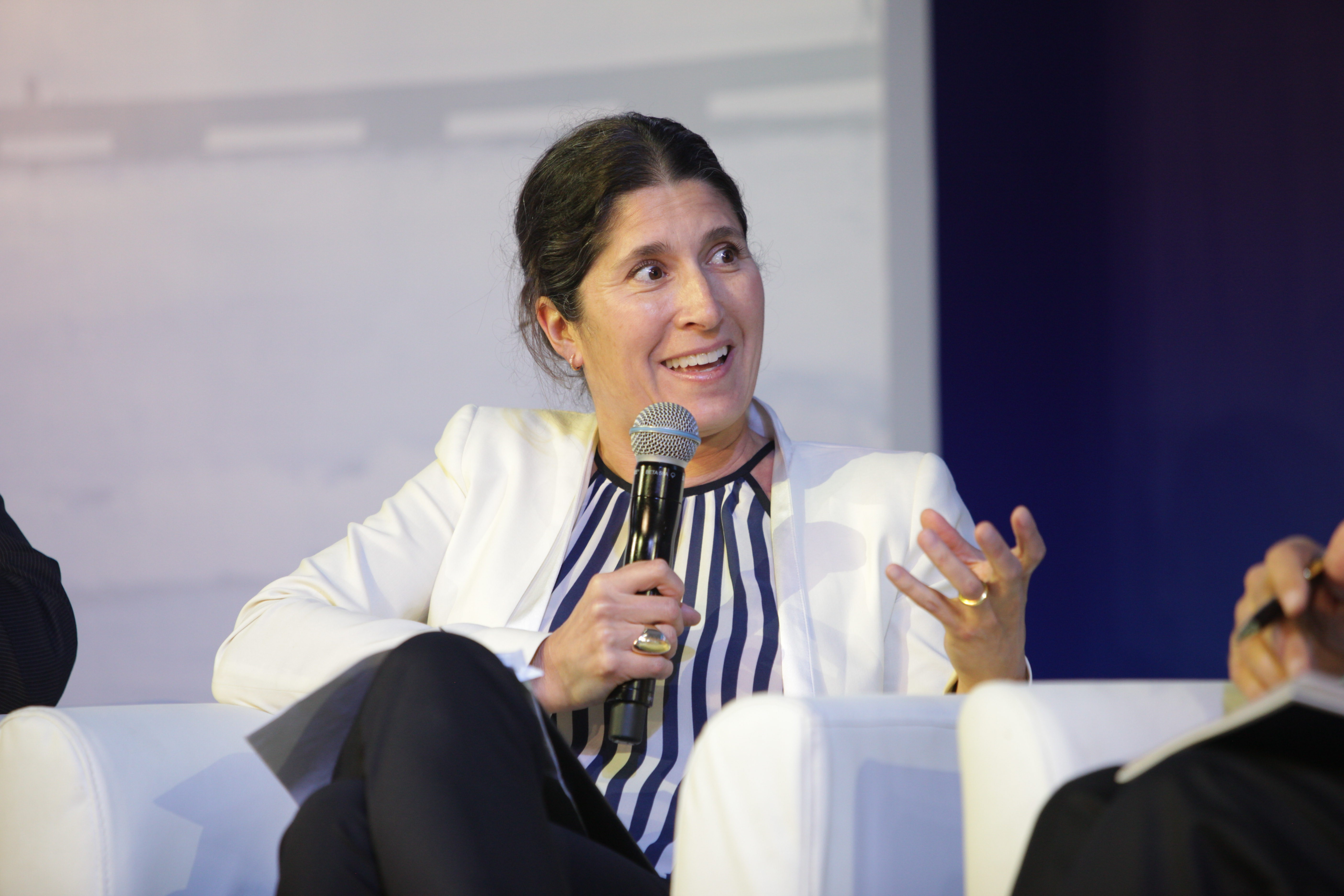
Pilar Guzmán en 2014.

La unidad Condé Nast de Advance Publications compró Signature, una revista para miembros de Diners Club, por 25 millones de dólares estadounidenses en 1986. La empresa la utilizó como base para Condé Nast Traveler, dirigida por Sir Harold Evans en 1987, con un enfoque en el periodismo literario e información concreta. Como jefe editor, Evans acuñó el lema "Truth in Travel" (la Verdad en los Viajes), que declaraba que no se aceptarían los regalos de la industria turística.
Condé Nast Traveler está dirigida actualmente por la editora jefe Melinda Stevens.
Una edición británica totalmente separada, Condé Nast Traveller, es producida desde las oficinas de Condé Nast en Vogue House, en Londres.
La principal competencia de Condé Nast Traveler es Travel + Leisure.